# Wincenty Dunin-Marcinkiewicz
Wincenty Jakub Dunin-Marcinkiewicz herbu Łabędź (ur. 23 stycznia?/4 lutego 1808 w Paniuszkiewiczach, zm. 29 grudnia 1884 w Małej Lucynce) – białoruski i polski poeta, dramaturg, klasyk literatury polsko-białoruskiej XIX w. Autor romantycznych wierszy, powieści i opowiadań. Popularyzator białoruskiego języka literackiego i kreator nowych gatunków oraz form literackich. Przodek polskiej poetki Barbary Czarnowieskiej.

## Życiorys
Wincenty Dunin-Marcinkiewicz pochodził z białoruskiej rodziny drobnej szlachty katolickiej. Jego ojciec Jakub był dzierżawcą niewielkiego majątku. W 1824 r. Wincenty ukończył szkołę powiatową. Następnie rozpoczął studia medyczne na uniwersytecie w Petersburgu. W 1840 r. poeta osiedlił się pod Mińskiem w majątku Mała Lucynka. Piastował godność szlacheckiego deputata w Mińsku. W swoim majątku założył teatr autorski, w którym wystawiał także własne sztuki. W 1841 r. założył pierwsze białoruskie kółko teatralne. Zachęcał innych do zakładania szkółek ludowych, sam także założył podobną w Mińsku. Poeta był prześladowany przez władze po napisaniu wierszy agitacyjnych w czasie powstania w 1863 roku.

## Twórczość
Jest uważany za jednego z pierwszych klasyków białoruskiej literatury. W swoich utworach często opisywał lud wiejski, jego kulturę, zwyczaje i obrzędy. Wiele wierszy pisał w języku białoruskim, a spod jego pióra wyszły m. in. poematy oraz sztuki teatralne. Pierwszy utwór drukowany, wydany w 1846 r., Sielanka został wystawiony po raz pierwszy w Mińsku w 1852 r. Początkowo utwory poety mają charakter sielankowy i pisane są po polsku, np. zbiór Dudarz białoruski (1857). Późniejszą twórczość zaliczyć można do literatury realistycznej, m. in.: opowieści Wieczornice i Obłąkany (1855), poemat Hapon (1855), a także farsę teatralną Szlachta pińska (1866).
Wincenty Dunin-Marcinkiewicz zajmował się również tłumaczeniem utworów polskich poetów. W 1859 r. podjął się przekładu Pana Tadeusza Mickiewicza, którego rękopis po wydaniu dwóch ksiąg skonfiskowała carska cenzura. Przekład ten został wydany dopiero po śmierci tłumacza w 1907 r.
Stanisław Moniuszko napisał cztery ze swoich 20 oper do libretta Dunin-Marcinkiewicza, w tym do opery Sielanka, pierwszej opery, w której część libretta napisano po białorusku.
Julia Rutkowska w swoich niepublikowanych wspomnieniach zapisała: „Wincenty Dunin-Marcinkiewicz, obecnie słynny poeta białoruski, to stryj mojej matki. Najstarszy brat jej, Bolesław, przechowywał rękopisy (a może odpisy) tego poety. Bracia Bolesława często żartowali z jego pietyzmu do tej poezji. Już po śmierci Bolesława córka jego, likwidując rzeczy przed wyjazdem z Odessy do Polski, nieświadomie zniszczyła ten dorobek”.

## Upamiętnienie
W dniu 3 września 2016 roku odsłonięto na Placu Wolności w Mińsku wspólny pomnik Dunin-Marcinkiewicza i Stanisława Moniuszki.

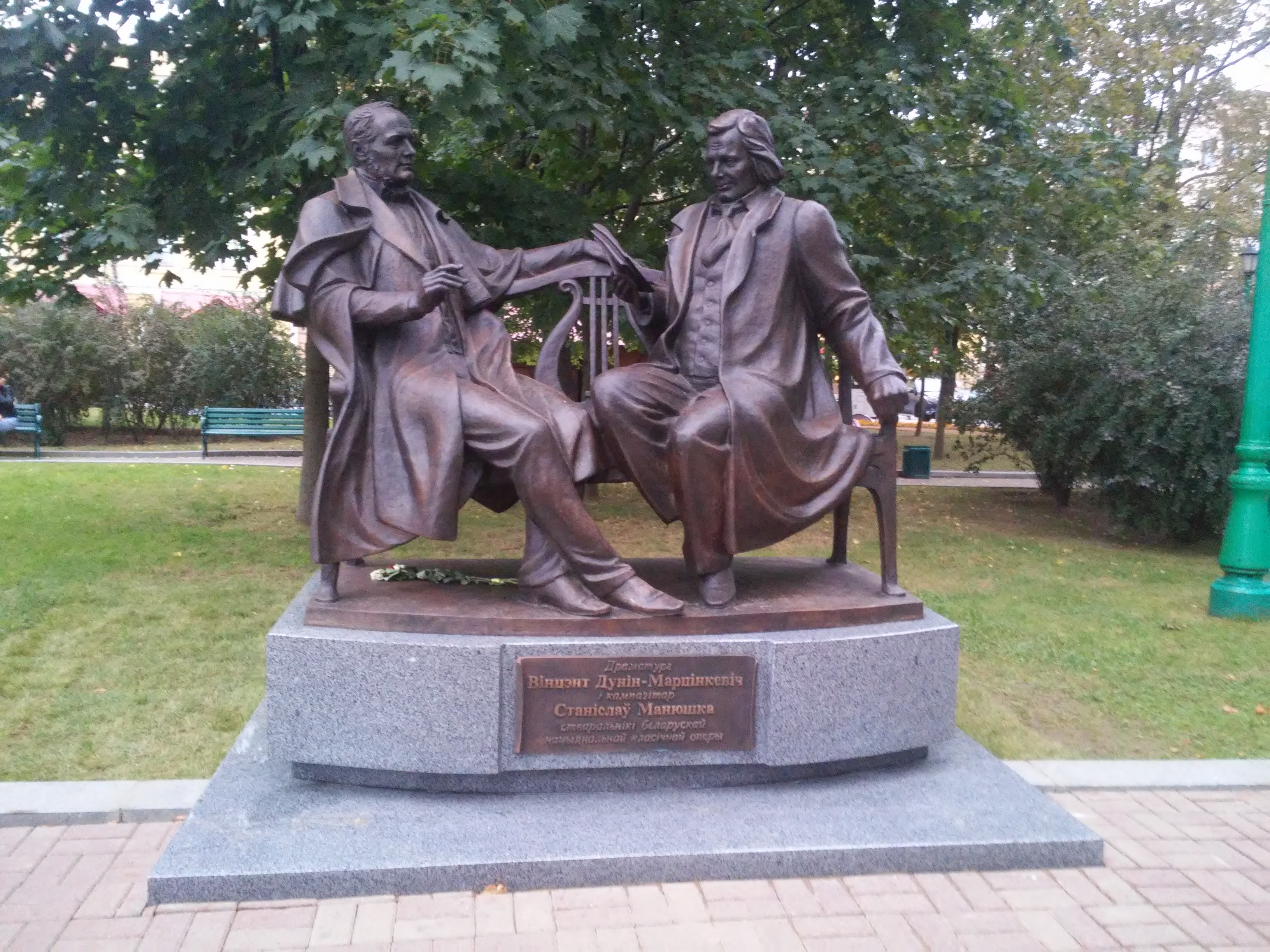
Pomnik Wincentego Dunin-Marcinkiewicza i Stanisława Moniuszki w Mińsku